# Amerila lupia
Amerila lupia är en fjärilsart som beskrevs av Druce 1887. Amerila lupia ingår i släktet Amerila och familjen björnspinnare. Inga underarter finns listade i Catalogue of Life.